# Ku自己抗原
Ku自己抗原（Ku autoantigen、しばしば「Ku」とのみ表記される）は、DNA二本鎖切断末端に結合する二量体タンパク質複合体であり、DNA修復の非相同末端結合（NHEJ）経路に必須の生体分子である。
Kuは細菌から人間まで広範囲の生物に進化的に保存されている。祖先の細菌Kuはホモ二量体である。真核生物のKuは、Ku70（XRCC6）とKu80 （XRCC5）という2つのポリペプチドのヘテロ二量体であり、それらの名称の由来はヒトKuサブユニットの分子量がそれぞれ約70 kDaと80 kDaであるためである。2つのKuサブユニットはどちらも、DNA末端を通すバスケット型の構造を形成している。これらが会合すると、KuはDNA鎖を滑り、より多くのKu分子が末端を通ることができるようにする。高等真核生物では、KuはDNA依存性プロテインキナーゼ触媒サブユニット（DNA-PKcs）と複合体を形成し、完全なDNA依存性プロテインキナーゼであるDNA-PKを形成する。Kuは、NHEJに関与する他のタンパク質が結合できる足場分子として機能し、二本鎖切断部をライゲーション反応に適した配向に配置すると考えられている。
Ku70およびKu80タンパク質はどちらも、3つの構造ドメインから構成されている。 N末端ドメインはα/βドメインであり、その構造にはロスマンフォールドの6本鎖βシートが含まれる。このドメインは二量体の相互作用面に小さな寄与を果たす。中央ドメインは、 DNA結合性βバレルドメインである。KuはDNAの糖リン酸骨格とわずかに接触するだけでDNA塩基とは接触しないが、二重らせんの主溝と副溝の輪郭に立体的に適合し、二重鎖DNAを囲む閉環を形成する。Kuは、切断された2つのDNA末端の間に架橋を形成することにより構造的な支持と整列を行い、末端を分解から保護し、無傷なDNA部分への無差別な結合を防ぐ。Kuは、DNAポリメラーゼ、ヌクレアーゼ、およびリガーゼが損傷DNA末端にアクセスできるようにしながら、DNAを効果的に配置させ、二つの末端間の結合を促進する。C末端アームは、他方のサブユニットの中央ドメインのβバレルドメインを包み込むαヘリックス領域である。これら3つのドメインのほかに4番目のドメインがC末端に存在する場合もあり、DNA-PKcsに結合する。
Kuの両方のサブユニットについて、マウスで遺伝子をノックアウトする実験が行わている。これらのマウスでは染色体の不安定性が示され、Ku並びにNHEJがゲノムの維持に重要であることを明らかにした。
多くの生物では、KuはDNA修復に加えて、テロメアにおいて役割を持つ。
Ku80の豊富さは、種の寿命の長さに関係しているという研究結果もある。

## 老化への影響
Ku70またはKu80のいずれか、あるいはその両方が欠損している変異マウスは早期老化を示す。これら3つの変異マウス系統の平均寿命はいずれも約37週間でほぼ同じであり、対して対照の野生型は108週間である。3つの変異マウスは対照マウスと同じ老化の兆候を示したが、その発生は著しく早い年齢で見られた。変異マウスではがんの発生率は増加しなかった。これらの結果は、Kuが寿命の維持に重要であり、Kuによって媒介されるNHEJ経路によるDNA修復が、早期老化の要因であるDNA二本鎖切断を修復することに重要な役割を果たしていることを示唆する。

## 植物
Ku70とKu80は植物においても研究されており、ヒトや動物といった他の真核生物と同様の役割を果たしていると見られている。イネでは、いずれかのタンパク質の抑制が相同組換え（HR）を促進する。この効果は、シロイヌナズナ（Arabidopsis thaliana）の遺伝子ターゲティング（GT）の効率を改善するために利用された。例えば、ku70変異体において、ジンクフィンガーヌクレアーゼ（ZFN）が関与するHRベースのGTの頻度が16倍に増加した。真核生物の二本鎖切断修復メカニズムは高度に保存されているため、この結果は真核生物全体のゲノム編集に有望な意味を持つ。植物と他の真核生物との実質的な違いとして、植物では、Kuが平滑末端または3 nt以下の3'末端オーバーハング（DNA末端での突出一本鎖）を特徴とする代替テロメア形態の維持にも関与しているが、これは二本鎖切断修復におけるKuの役割とは無関係であることがわかっている。このことを示す実験的事実として、KuがDNAに沿って移動する能力を実験的に取り除くことでKuによるDNA修復を阻害したところ、平滑末端テロメアを保持する機能は維持されることが示された。

## 命名
Kuの名称は、それが発見された日本人患者の名前に由来している。